# Eat Lead: The Return of Matt Hazard
Eat Lead: The Return of Matt Hazard è uno sparatutto in terza persona sviluppato dalla Vicious Cycle Software e pubblicato da D3 Publisher. 

## Trama
Matt Hazard è un leggendario personaggio dei videogiochi con oltre 25 anni di capitoli alle spalle che sta cercando il suo glorioso ritorno su un nuovo gioco (da qui il titolo “The Return of Matt Hazard”). Wallace Wellesley, amministratore delegato della società di gioco Marathon Megasoft, cercherà a tutti i costi di eliminarlo. Il suo odio nei confronti di Matt Hazard è dovuto al fatto che non è mai riuscito a completare uno dei capitoli del fantomatico eroe.
Il protagonista assume il ruolo di satirico personaggio tra continue citazioni di videogiochi famosi come Super Mario Bros., Halo, Wolfenstein 3D, Mortal Kombat, Resident Evil ed altri.

## Sequel
È stato pubblicato un sequel, Matt Hazard: Blood Bath and Beyond, esclusivamente per PlayStation Network e Xbox Live.

## Doppiaggio
Doppiatori in italiano: 
| Personaggio               | Doppiatore       |
| ------------------------- | ---------------- |
| Wallace "Wally" Wellesley | Luca Sandri      |
| Downey                    | Renato Novara    |
| Donna                     | Emanuela Pacotto |
| Mago Bill                 | Riccardo Rovatti |
| Capitano Carpenter        | Marco Balzarotti |
| Voci mercenari 1          | Riccardo Rovatti |
| Voci mercenari 2          | Marco Balzarotti |